# Kindle Fire
Kindle Fire je tablet firmy Amazon.com představený dne 28. září 2011. Jeho operačním systémem je modifikovaný Android firmy Google. První dodávky Amazon realizoval 15. listopadu 2011.

## Cena
Startovací cena byla stanovena na 199 $, přičemž produkt byl nejprve nabídnut pouze americkým zákazníkům. Podle odhadu analytiků je cena materiálu 150 až 191,65 $ a skutečná výrobní cena 209,63 $. Podle jiných odhadů může být ztráta firmy na jednom tabletu až 50 $. V roce 2012 firma ústy svého šéfa Jeffa Bezose potvrdila, že čtečky Kindle Paperwhite i tablety Kindle Fire prodává za výrobní cenu a že zisk generuje až prodávaný obsah.

## Technické specifikace
Použitý IPS displej má velikost 7", jeho rozlišení je 1024×600 px a před poškozením jej chrání tvrzené sklo Gorilla Glass. Uvnitř tabletu se nachází dvoujádrový procesor. Celková hmotnost je 413 g a jeho rozměry jsou
19×12×1,1 cm. Data se ukládají do vnitřní 8GB paměti a zároveň na server Amazon Cloud. K Internetu se Kindle Fire připojuje pomocí Wi-Fi, k počítači pomocí USB 2.0.